# Komorowo, Piski
Komorowo [kɔmɔˈrɔvɔ] (tiếng Đức: Kommorowen)  là một ngôi làng ở quận hành chính của Gmina Biała Piska, thuộc huyện Piski, Warmińsko-Mazurskie, ở miền bắc Ba Lan.
Trước năm 1945, khu vực này là một phần của Đức (Đông Phổ).
Ngôi làng có dân số 160.